# Бруно Гусе
Бруно Гусе (нім. Bruno Guse; нар. 13 липня 1939, с. Благодатне, Волинська область, УРСР) — німецький боксер. Учасник Олімпійських ігор 1960 та 1964 років.

## Виступи на Олімпійських іграх 1964 року
Нижче наведені результати Бруно Гусе, боксера середньої вагової категорії, який виступав за Об'єднану команду Німеччини на Олімпіаді в Токіо 1964 року:
- 1/16 фіналу — перемога.
- 1/8 фіналу — поразка за очками від радянського боксера Рікардаса Тамуліса[en] (0:5).